# Jagdgesellschaft

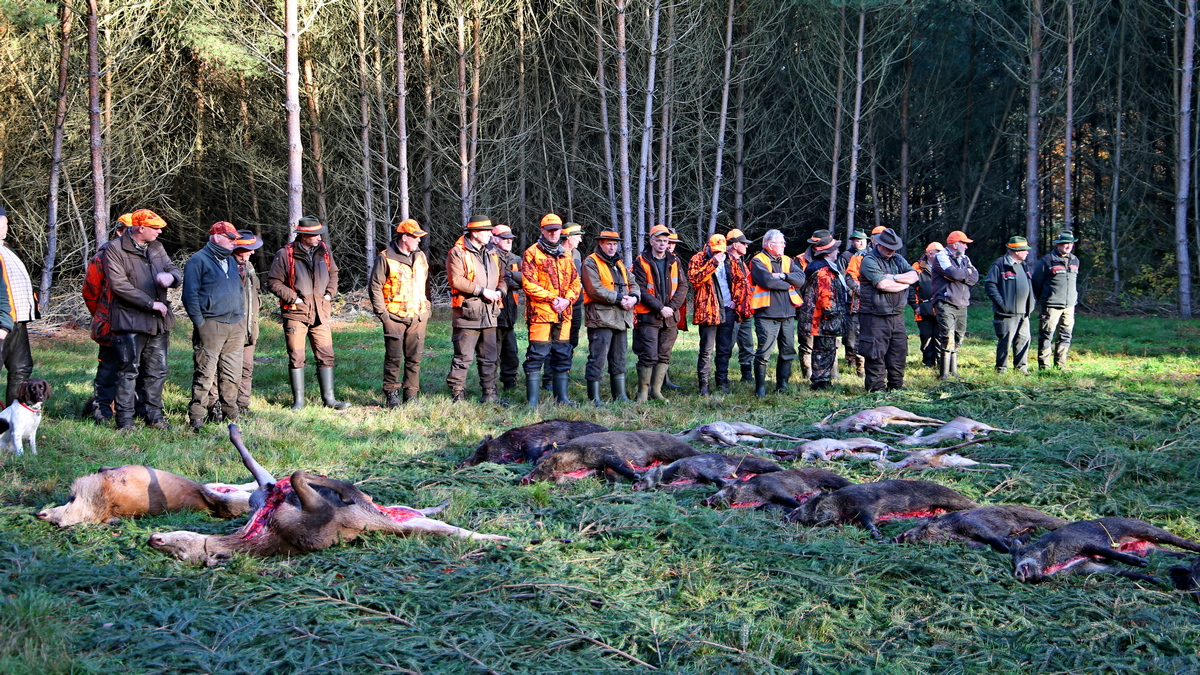
Jagdgesellschaft in Mecklenburg

Jagdgesellschaft ist ein umgangssprachlicher Begriff für eine Gruppe von Jägern und Treibern in Ausübung der Jagd anlässlich einer Gesellschaftsjagd.

## Jagdrecht
Eine Jagdgesellschaft ist die Gesamtheit der Pächter eines Jagdreviers sowie der Gesamtheit der Schützen und Treiber einer Gesellschaftsjagd, ansonsten kein Begriff des Jagdrechtes in Deutschland. Im Revierjagdsystem wird das Jagdausübungsrecht an Inhaber eines Jagdscheins vergeben. Je nach Größe des Reviers können sich mehrere Jäger die Pacht teilen, bleiben aber persönlich verantwortlich. Zusammenschlüsse von Jägern sind nicht jagdpachtfähig.

## Geschichte

### Steinzeit
Nur durch die Bildung von Jagdgesellschaften konnte sich der Mensch vom Sammler zum Jäger hin entwickeln und so sein Nahrungsspektrum erweitern. Erst als Nahrungsmitteluniversalist war es ihm möglich, Afrika zu verlassen und auch kältere Regionen zu erschließen. Dort war in den Wintermonaten kein ausreichendes, pflanzliches Nahrungsangebot vorhanden, und nur durch den zusätzlichen Verzehr von Fleisch wurde das Überleben möglich. Die gemeinschaftlich ausgeübte Jagd ermöglichte das erfolgreiche Erlegen ausreichend großer Beutetiere, die die Ernährung der Sippen sicherstellten.

### Jagdorden
Als Ritterorden organisierte Jagdgesellschaften werden als Jagdorden bezeichnet. Sie konnten je nach Mitgliedern und Regeln auch den Charakter von Adelsgesellschaften, informellen Netzwerken um einen Fürsten oder Verdienstorden annehmen. Bekannte Jagdorden waren:
- Orden des Windspiels im Herzogtum Bar, gegründet 1413 von Ludwig von Bar, später umbenannt in Hubertusorden
- Orden vom Goldenen Hirsch im Herzogtum Brieg, gegründet 1672 von Georg Wilhelm I. von Brieg
- St.-Hubertus-Orden im Königreich Böhmen, gegründet 1695 von Franz Anton von Sporck. 1950 gründete Albert Messany den Internationalen St.-Hubertus-Orden e.V. in dieser Tradition.[4]
- Großer Württembergischer Jagdorden im Herzogtum Württemberg, gegründet 1702 von Herzog Eberhard Ludwig, später umbenannt in Orden des Goldenen Adlers
- Ordine di Diana Cacciatrice (Orden der Jägerin Diana, auch Dianagesellschaft) in Neapel, Görz und Gradisca, Österreich, Krain, gegründet im 18. Jh., später unter dem Protektorat Ferdinands von Neapel[5]
- Orden von der Gütigkeit in Kurköln, gegründet 1746 von Clemens August von Bayern
- Sehr edler Orden vom Weißen Hirschen Sancti Huberti in Preußen, gegründet von Friedrich Karl Nikolaus von Preußen

### Deutsche Demokratische Republik
Das Jagdwesen der Deutschen Demokratischen Republik wurde ausgeübt als einheitliche Organisation aller an der Jagd beteiligten etwa 40.000 Personen in 920 Jagdgesellschaften, die jeweils in drei bis fünf Jagdgebiete unterteilt waren. Die Bildung dieser Gesellschaften war gebunden an die Interessen der Sozialistischen Einheitspartei Deutschlands, anderer Organisationen, wie z. B. der Nationalen Volksarmee und der VEB. Mitgliedschaft in einer Jagdgesellschaft galt als Auszeichnung. So war das Abzeichen für die Mitglieder der Jagdgesellschaft der NVA eine nichtstaatliche Auszeichnung der Nationalen Volksarmee.